# Matthew Lillard
Pour les articles homonymes, voir Lillard.
Matthew Lillard est un acteur, réalisateur et producteur de cinéma américain, né le 24 janvier 1970 à Lansing (Michigan).
Il se fait connaître dans les années 1990 en jouant dans des films tels que Serial Mother (1994), De l'amour à la folie (1995) et Hackers (1995), mais est révélé au grand public par le film d'horreur Scream (1996). Ce succès lui permet d'enchaîner les longs métrages : Cursus fatal (1998), SLC Punk! (1998), Elle est trop bien (1999), Wing Commander (1999), Peines d'amour perdues (2000) et 13 fantômes (2001). Il s'éloigne de son registre de prédilection, le thriller, lorsqu'il est choisi pour incarner Sammy Rogers, l'un des personnages principaux de la franchise Scooby-Doo. Il joue notamment dans les films à succès Scooby-Doo (2002) et Scooby-Doo 2 : Les monstres se déchaînent (2004) et retrouve le personnage par la suite dans de nombreux films d'animation et séries d'animation liés à cet univers.
Sa carrière au cinéma passe, cependant, au second plan, se démarquent quelques productions comme King Rising, au nom du roi (2007), La Mort au bout du fil (2009), The Descendants (2011), Une nouvelle chance (2012) et de nombreux films du cinéma indépendant. Dans les années 2010, il fait ses débuts comme réalisateur et se tourne progressivement vers la télévision. Ainsi, il joue quelques rôles réguliers comme dans The Bridge (2013-2014), State of Affairs (2015), Harry Bosch (2016), Halt and Catch Fire (2016), Twin Peaks (2017) et Good Girls (depuis 2018).

## Biographie

### Jeunesse et formation
Matthew Lillard, né Matthew Lyn Lillard, passe son enfance en Californie, dans la petite ville de Tustin avec ses parents et sa sœur. Il joue dans les pièces de théâtre de son lycée pour d'abord fuir des problèmes scolaires.
Après sa scolarité difficile, il entre à l'académie américaine des arts dramatiques à Pasadena (Californie). Il est camarade de classe avec l'acteur Paul Rudd. Ensuite, il étudie à l'école de théâtre Circle in the Square à New York.

### Carrière

#### Années 1990: débuts et révélation au cinéma
Il débute au cinéma dans Ghoulies 3: Ghoulies Go to College en 1991. Matthew Lillard y interprète un rôle mineur, mais décisif pour la suite de sa carrière. En effet, il travaille aussi sur le plateau de production et anime une courte série SK8 TV, diffusée par le réseau Nickelodeon.
En 1994, le réalisateur John Waters entend parler de ses talents d'acteur et lui demande aussitôt de passer le casting de sa prochaine réalisation, Serial Mother. Il y incarne le personnage de Chip Sutphin, qui fait partie d'une famille dont la mère d'apparence respectable, est en réalité une redoutable tueuse en série. Parallèlement, il se produit au théâtre et intègre une troupe. Un an plus tard, Matthew Lillard réitère et fait ses preuves, avec sa participation dans le genre thriller pour Hackers, sous la houlette de Iain Softley. Pour l'occasion, il partage l'affiche avec des acteurs de renom dont Jonny Lee Miller et  Angelina Jolie.
Les contrats s'enchaînent ensuite pour le jeune acteur notamment en 1996, lorsqu'il prête ses traits au personnage du délirant Stuart Macher dans Scream. Succès planétaire, Scream représente le ticket d'entrée vers la gloire pour le comédien, ce film le propulsant au statut de vedette. En 1997, il fait une brève apparition (un caméo) en tant que figurant dans Scream 2, non crédité au générique. En raison de ses multiples participations dans les thrillers, Matthew Lillard est catalogué comme étant l'un des comédiens les plus participatifs dans les films d'horreurs.
Ce statut lui permet d'être en tête d'affiche de Cursus fatal, long-métrage réalisé en 1998. Cette année-là, son interprétation dans la comédie dramatique SLC Punk! de James Merendino, dans lequel il joue le premier rôle, est saluée lors du Festival du film de Sundance et lui vaut le prix du meilleur acteur lors du Festival international du film de Mar del Plata.
Il décide de figurer dans des films où le romantisme est à l'honneur comme Elle est trop bien livré en 1999. Dans ce film, il joue pour la première fois avec Freddie Prinze Jr. et Paul Walker. La même année, il subit l'échec du film de science-fiction Wing Commander.

#### Années 2000: confirmation en demi-teinte

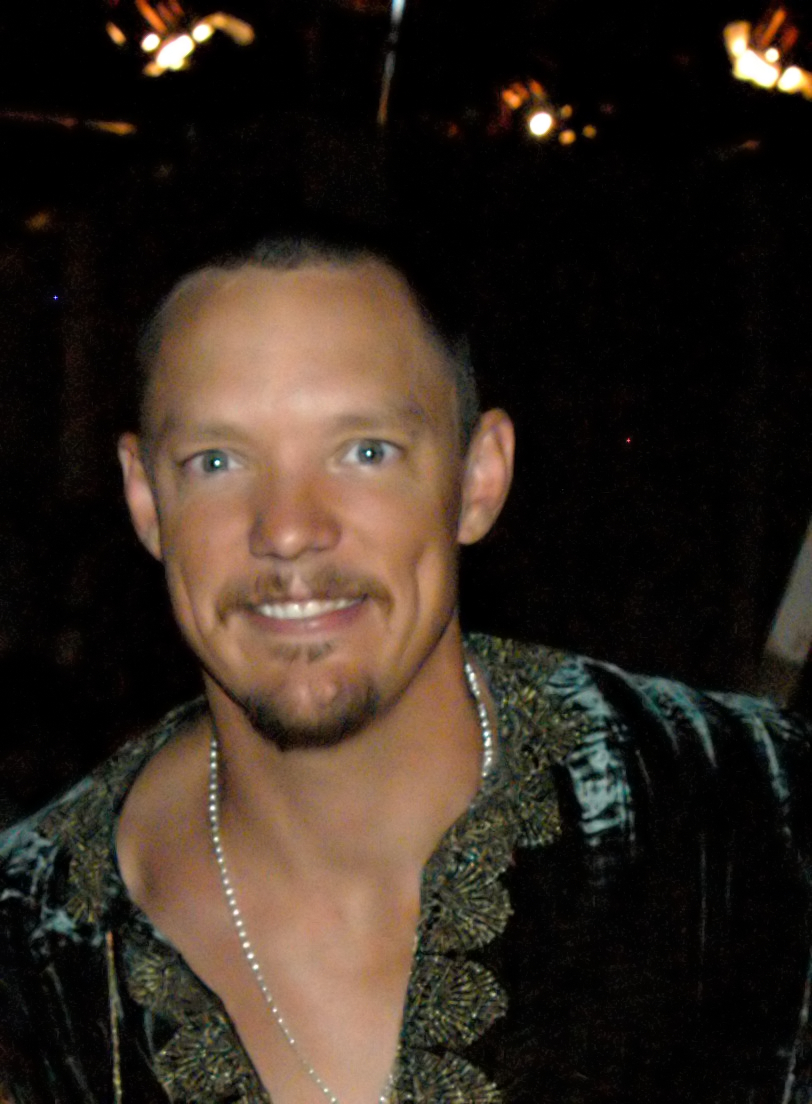
En 2005, sur le tournage de King Rising, au nom du roi.

En 2000, il fait une solide prestation dans le film musical Peines d'amour perdues. Réalisé par Kenneth Branagh, il s'agit de l'adaptation de la pièce éponyme de William Shakespeare.
En 2001, Matthew Lillard tourne sous la direction de Michael Tollin, le film Hot Summer. Parmi les acteurs figurant sur le plateau, Jessica Biel, Freddie Prinze Jr. et Fred Ward. La même année  il joue dans le film d'horreur 13 fantômes avec Shannon Elizabeth et Tony Shalhoub.
Matthew Lillard et Freddie Prinze Jr. nouent une forte amitié grâce à ces tournages. Les deux compères vont d'ailleurs se retrouver en 2002, pour leur quatrième collaboration, avec le premier volet de la saga Scooby-Doo, qui est accueilli avec grand succès lors de sa sortie officielle. L'acteur change alors complètement de registre. La même année, Matthew Lillard tourne dans le téléfilm Joyeux Muppet Show de Noël, créé par Jim Henson et mettant en scène les personnages du Muppet Show.
Deux ans plus tard, le deuxième volet de Scooby- Doo arrive sur les écrans. Le film est un succès commercial, en dépit de résultats inférieurs à son prédécesseur. L'acteur va cependant rester fidèle au personnage de Sammy Rogers en lui prêtant sa voix pour un grand nombre de films d'animation et de séries d'animation. Succédant ainsi à l'acteur Casey Kasem en tant que voix principale.
En 2004, il joue le rôle de Jerry Conlaine dans la comédie d'aventures Jusqu'au cou, aux côtés de Seth Green et Dax Shepard. La même année, il seconde Josh Hartnett dans le thriller dramatique Rencontre à Wicker Park de Paul McGuigan.

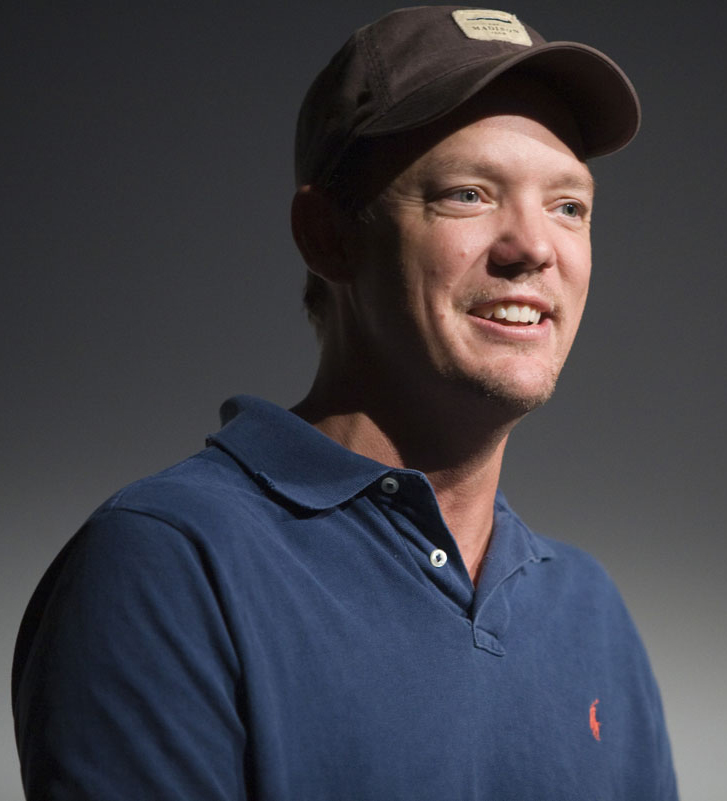
Au Festival international du film de Vancouver 2008.

L'acteur tourne ensuite dans des projets moins exposés ainsi que quelques téléfilms.
En 2007, il participe au film de fantasy King Rising, au nom du roi d'Uwe Boll avec Jason Statham et Ron Perlman. En 2009, il donne la réplique à la légendaire Carol Burnett dans un épisode de la saison 10 de New York, unité spéciale et il joue les guest star pour un épisode de La Nouvelle Vie de Gary. La même année, il renoue avec la comédie indépendante en étant l'une des têtes d'affiche de Spooner par Drake Doremus. Ce film lui permet de redonner la réplique à Christopher McDonald, qui jouait déjà son père dans Spooner.

#### Années 2010: diversification (voix, télévision, réalisation)

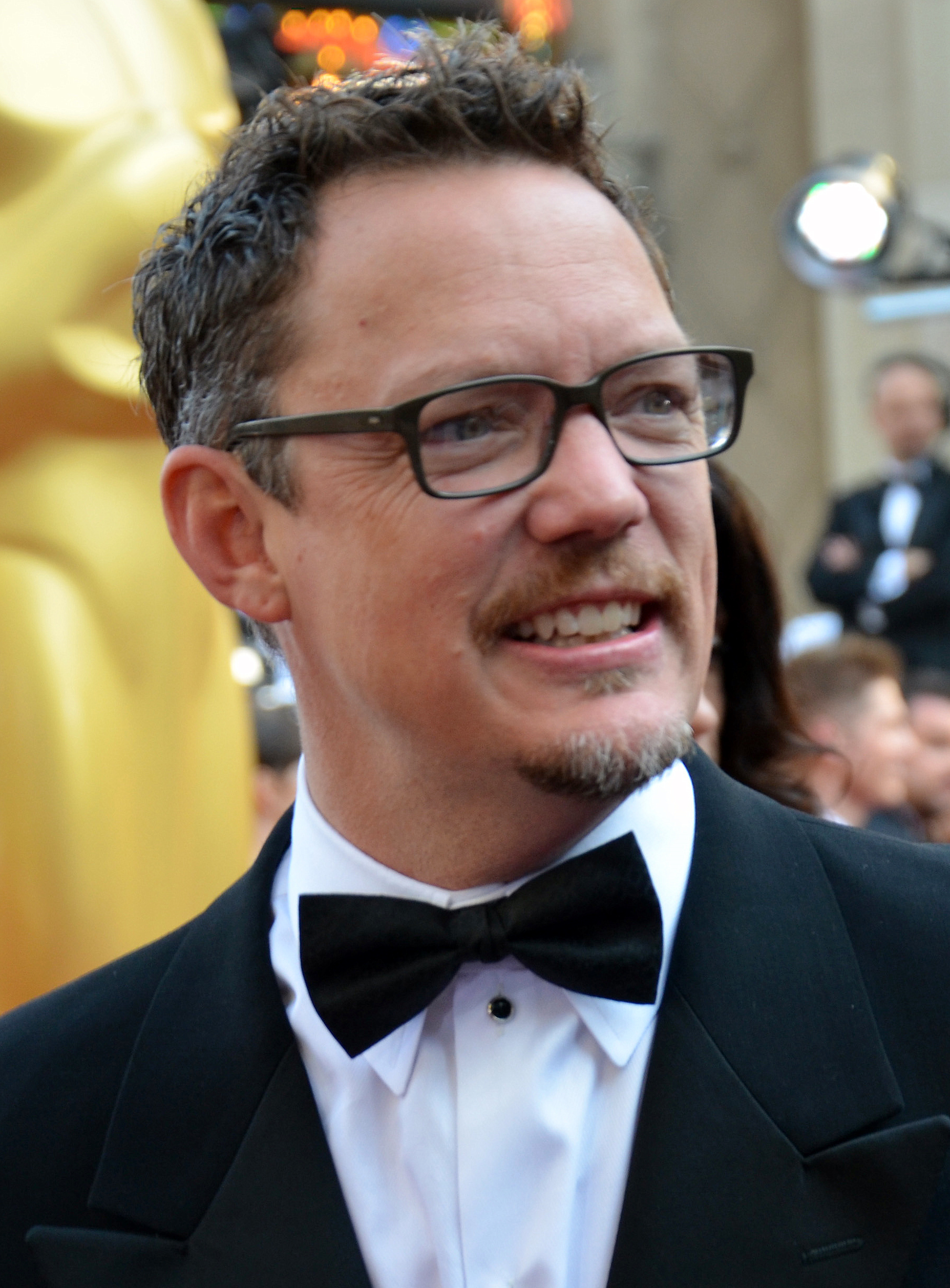
Lors de la 84e cérémonie des Oscars, en 2012.

En 2010, il est le premier rôle du thriller La Mort au bout du fil qui suit un enseignant de scénarisation qui a volé le scénario d’une de ses étudiantes qui, pour se venger, le force à vivre l'intrigue d’un scénario intitulé « Messages Deleted ».
En 2011, Matthew Lillard joue aux côtés de George Clooney, Shailene Woodley et Judy Greer, dans la comédie dramatique saluée par les critiques The Descendant. Cette même année, il fait un nouveau caméo dans Scream 4, non crédité au générique de cette dernière réalisation de Wes Craven.
L'année suivante, il intègre la distribution principale du drame Une nouvelle chance avec Clint Eastwood, Amy Adams et Justin Timberlake. L'accueil des critiques professionnels ainsi que le box-office de cette production sont mitigés. La même année, sa première réalisation la comédie dramatique Fat Kid Rules the World divise la critique mais lui vaut un prix lors du SXSW Film Festival 2012.
Entre-temps, il multiplie les aventures de Scooby-doo avec des films d'animation comme Abracadabra, La Légende du Phantosaur, Le Chant du vampire, Tous en piste, Blue Falcon, le retour, le Fantôme de l'Opéra, la Folie du catch, Aventures en Transylvanie, le Monstre de l'espace etc. Mais l'acteur passe clairement au second plan coté cinéma.
Ainsi, la décennie 2010 est marquée par la télévision pour l'acteur, qui jusqu’à alors, n'y avait fait que quelques rares interventions. En 2012, il est l'une des guest star de la saison 8 d'Esprits criminels. Il revient dans un rôle important, entre 2013 et 2015, avec la série The Bridge qui met en vedette Diane Kruger et Demián Bichir.
Il se fait remarquer dans trois épisodes de l'éphémère State of Affairs et apparaît aussi dans la saison 5 et la saison 7 de l'acclamée The Good Wife. En 2016, pour les 20 ans de Scream et afin de rendre hommage à Wes Craven, il participe à une réunion aux côtés de Neve Campbell et Skeet Ulrich,. La même année, il joue dans plusieurs épisodes de la série télévisée dramatique et policière Harry Bosch.

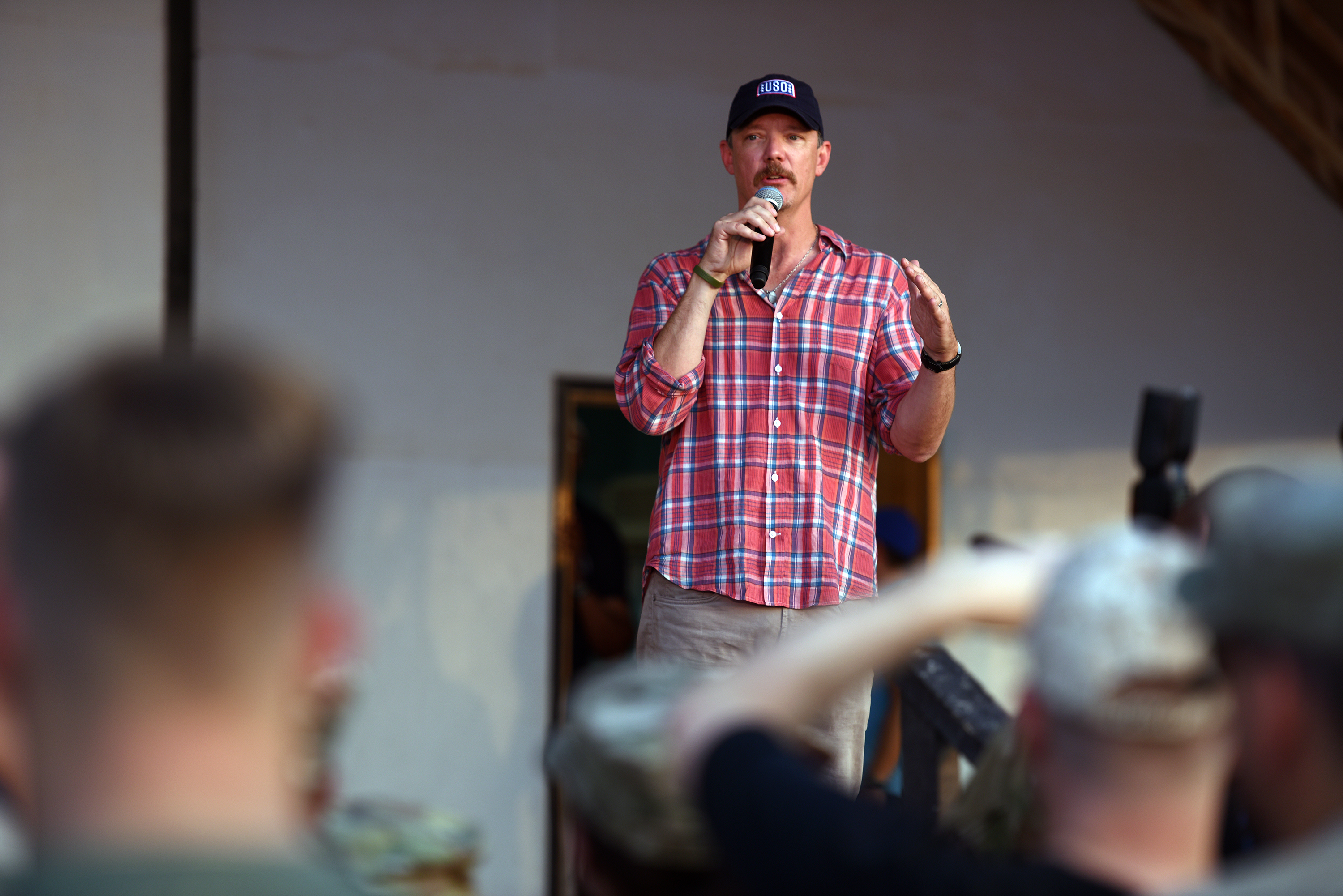
Matthew Lillard en 2016.

En 2017, il un joue rôle récurrent dans la troisième saison attendue de Twins Peaks. En 2018, il travaille sur son second long métrage en tant que réalisateur, le drame romantique The Last Weekend in May avec Lucy Liu et Thomas Sadoski. L'intrigue suit une histoire d'amour extra-maritale. La même année, il séduit la critique en étant le héros alcoolique du drame Halfway There de Rick Rosenthal.
Il décroche le premier rôle masculin de la série télévisée Good Girls, portée par les actrices Christina Hendricks, Mae Whitman et Retta. La série raconte les aventures de trois mères de banlieue qui décident de braquer le supermarché du coin. Elle est décrite comme un mélange de Breaking Bad et de Thelma et Louise avec une pincée de Desperate Housewives.
En mars 2019, Matthew Lillard est remplacé par Will Forte comme voix principale de Sammy Rogers. L'acteur s'est montré très contrarié par cette ré attribution, lui qui était resté fidèle au personnage depuis près de deux décennies. En août 2020, à la suite de l'annonce de la suite de la saga Scream, Matthew Lillard se propose pour récupérer le rôle de Stuart.
En 2021 il fait une apparition avec Rachael Leigh Cook dans le remake du film Elle est trop bien, Il est trop bien.
En 2023 il jouera le rôle de William Afton « Purple Guy » dans le film de la célèbre licence « Five Nights At Freddy’s »

### Vie privée
Il est père de trois enfants : Addison Grace (née le 13 juin 2002), Macey Lyn (née le 19 octobre 2004) et Liam (né en avril 2008).

## Filmographie

### Cinéma

#### Longs métrages
- 1991 : Ghoulies 3: Ghoulies Go to College de John Carl Buechler : Stork (vidéofilm)
- 1994 : Serial Mother de John Waters : Chip Sutphin
- 1995 : De l'amour à la folie d'Antonia Bird : Eric
- 1995 : Tarantella d'Helen De Michiel (en) : Matt
- 1995 : Hackers d'Iain Softley : Emmanuel « Cereal Killer » Goldstein
- 1995 : Ride for Your Life de Bob Bejan (moyen métrage) : Nash
- 1995 : Animal Room (en) de Craig Singer : Doug Van Housen
- 1996 : Scream de Wes Craven : Stuart « Stu » Macher
- 1997 : Scream 2 de Wes Craven : un invité à la soirée (caméo, non crédité)
- 1998 : Cursus fatal de Dan Rosen : Tim
- 1998 : Supersens de Penelope Spheeris : Tim LaFlour
- 1998 : Telling You (en) de Robert DeFranco : Adam Ginesberg
- 1998 : Without Limits de Robert Towne : Roscoe Devine
- 1998 : SLC Punk! de James Merendino : Stevo
- 1998 : Triangle Square de Jeff Terry Anderson : Snake Eater
- 1999 : Elle est trop bien de Robert Iscove : Brock Hudson
- 1999 : Wing Commander de Chris Roberts : Lt. Todd « Maniac » Marshall
- 2000 : Peines d'amour perdues de Kenneth Branagh : Longaville
- 2000 : Spanish Judges (en) d'Oz Scott : Jack (également coproducteur)
- 2000 : Dish Dogs (en) de Robert Kubilos : Jason (vidéofilm)
- 2001 : Petite arnaque entre amis de Jeff Probst : Fishman
- 2001 : Hot Summer de Michael Tollin : Billy Brubaker
- 2001 : 13 fantômes de Steve Beck : Dennis Rafkin
- 2002 : Scooby-Doo de Raja Gosnell : Norville « Sammy » Rogers
- 2003 : Les Looney Tunes passent à l'action de Joe Dante : lui-même
- 2004 : Les Notes parfaites de Brian Robbins : Larry
- 2004 : Scooby-Doo 2 : Les monstres se déchaînent de Raja Gosnell : Norville « Sammy » Rogers
- 2004 : Rencontre à Wicker Park de Paul McGuigan : Luke
- 2004 : Jusqu'au cou de Steven Brill : Jerry Conlaine
- 2006 : Bickford Shmeckler's Cool Ideas de Scott Lew (en) : Spaceman
- 2006 : The Groomsmen de Edward Burns : Dez Howard
- 2007 : What Love Is de Mars Callahan : Sal
- 2007 : King Rising, Au nom du roi d'Uwe Boll : Duke Fallow
- 2007 : One of Our Own d'Abe Levy: Bob (également coproducteur)
- 2008 : Extreme Movie d'Adam Jay Epstein et Andrew Jacobson : lui-même
- 2009 : Spooner de Drake Doremus : Herman Spooner (également coproducteur)
- 2009 : Endless Bummer de Sam Pillsbury : Mike Mooney
- 2009 : All's Faire in Love de Scott Marshall : Crocket
- 2009 : The Pool Boys de J.B. Rogers : Roger Sperling
- 2010 : La Mort au bout du fil de Rob Cowan (en) : Joel Brandt
- 2011 : Scream 4 de Wes Craven : un homme au Stab-a-Thon (caméo, non crédité)
- 2011 : From the Head de George Griffith : Jimmy
- 2011 : The Descendants d'Alexander Payne : Brian Speer
- 2012 : Fat Kid Rules the World de lui-même : Le psychologue (également producteur)
- 2012 : Une nouvelle chance de Robert Lorenz : Philip Snyder
- 2013 : L'Île de Nim 2 (Return to Nim's island) de Brendan Maher : Jack
- 2013 : Deep Dark Canyon d'Abe Levy et Silver Tree : Jack Cavanaugh
- 2014 : Match de Stephen Belber : Mike Davis
- 2015 : Bloodsucking Bastards de Brian James O'Connell : Phallicyte Executive (non crédité)
- 2015 : Home Run Showdown de Oz Scott : Joey
- 2016 : Six LA Love Stories de Michael Dunaway : Alan Mackey
- 2018 : Grace de Devin Adair : Bernie Wexler
- 2021 : Il est trop bien de Mark Waters : Principal Bosch
- 2022 : Scream de Matt Bettinelli-Olpin et Tyler Gillett : le Ghostface de Stab 8 avec le lance-flammes / un invité chez Amber (voix, non crédité)
- 2023 : Five Nights at Freddy's d'Emma Tammi : Steve Raglan / William Afton
- 2024 : The Life of Chuck de Mike Flanagan : Gus Wilfong
- 2025 : Five Nights at Freddy's 2 : Steve Raglan / William Afton

#### Films d'animation
- 2005 : Karas: The Prophecy de Kei'ichi Sato, Hiroshi Yamazaki et Akira Takada : Eko
- 2007 : Karas: The Revelation de Kei'ichi Sato : Eko
- 2010 : Scooby-Doo ! Abracadabra de Spike Brandt et Tony Cervone : Sammy Rogers
- 2010 : Scooby-Doo! Camp Scare d'Ethan Spaulding : Sammy Rogers
- 2011 : Scooby-Doo : La Légende du Phantosaur d'Ethan Spaulding : Sammy Rogers
- 2012 : Scooby-Doo : Le Chant du vampire de David Block : Sammy Rogers
- 2012 : Scooby-Doo : Tous en piste de Ben Jones : Sammy Rogers
- 2012 : Scooby-Doo! Laff-A-Lympics: Spooky Games de Mark Banker : Sammy Rogers
- 2012 : Dear Dracula de Chad Van De Keere : Mailman Gus
- 2013 : Scooby-Doo : Blue Falcon, le retour de Michael Goguen : Sammy Rogers
- 2013 : Scooby-Doo et le Fantôme de l'Opéra de Victor Cook : Sammy Rogers
- 2013 : Scooby-Doo! Adventures: The Mystery Map de Jomac Noph : Sammy Rogers
- 2013 : The Naughty List de Gordon Crum et Jay Surridge : Tinsel
- 2013 : Bonta 3D de Leo Lee : Lizard King
- 2014 : Scooby-Doo et la Folie du catch de Brandon Vietti : Sammy Rogers
- 2014 : Scooby-Doo : Aventures en Transylvanie (Scooby-Doo! Frankencreepy) de Paul McEvoy : Sammy Rogers
- 2014 : Under Wraps de Gordon Crum : Peter
- 2015 : Scooby-Doo et le Monstre de l'espace de Paul McEvoy : Sammy Rogers
- 2015 : Scooby-Doo! And Kiss: Rock and Roll Mystery de Spike Brandt et Tony Cervone : Sammy Rogers
- 2016 : Lego Scooby-Doo!: Haunted Hollywood de Rick Morales : Sammy Rogers
- 2016 : Scooby-Doo! and WWE: Curse of the Speed Demon de Tim Divar et Brandon Vietti : Sammy Rogers
- 2017 : Scooby-Doo! Shaggy's Showdown de Matt Peters, Dongwan Jung, Young Won Jung et Jinsung Kim : Sammy Rogers
- 2017 : Lego Scooby-Doo! Blowout Beach Bash de Ethan Spaulding : Sammy Rogers
- 2018 : Scooby-Doo & Batman: The Brave and the Bold de Jake Castorena : Sammy Rogers
- 2018 : Scooby-Doo! et Le Fantôme gourmand de Doug Murphy : Sammy Rogers
- 2019 : Scooby-Doo ! et la Malédiction du 13ème fantôme de Cecilia Aranovich : Sammy Rogers
- 2019 : Scooby-Doo : Retour sur l'île aux zombies de Cecilia Aranovich : Sammy Rogers
- 2020 : Joyeux Halloween, Scooby-Doo! de Maxwell Atoms : Sammy Rogers
- 2021 : Scooby-Doo et la légende du Roi Arthur de Maxwell Atoms : Sammy Rogers
- 2021 : Tout droit sorti de nulle part : Scooby-Doo rencontre Courage le chien froussard de Cecilia Aranovich : Sammy Rogers
- 2022: Scooby-Doo et la mission d'Halloween de  Audie Harrison :  Sammy Rogers
- 2023 : Scooby-Doo et Krypto ! de Cecilia Aranovich Hamilton : Shaggy Rogers

#### Courts métrages
- 2012 : Blow Me de Silver Tree : Lui-même

### Télévision

#### Séries télévisées
- 1997 : Nash Bridges : Brian Van Pelt (saison 2, épisode 18)
- 2009 : La Nouvelle Vie de Gary (Gary Unmarried) : Taylor (saison 1, épisode 15)
- 2009 : New York, unité spéciale : Chet (saison 10, épisode 16)
- 2009 : Married Not Dead : Rob (pilote non retenu par ABC)
- 2011 : Dr House : Jack (saison 7, épisode 9)
- 2011 : Generator Rex : Surge (1 épisode)
- 2012 : Leverage : Gabe Erickson (saison 5, épisode 7)
- 2012 : Esprits criminels : David Roy Turner (saison 8, épisode 6)
- 2013 : I Am Victor : Elliot Mote (pilote non retenu par NBC)
- 2013 - 2014 : The Bridge : Daniel Frye (25 épisodes)
- 2014 : The Good Wife : Rowby Canton (saison 5, épisode 11)
- 2015 : State of Affairs : le directeur Banks (3 épisodes)
- 2015 : Problem Child : Ed (pilote non retenu par NBC)
- 2016 : The Good Wife : Rowby Canton (saison 7, épisode 12)
- 2016 : Bosch : Luke Rykov (saison 2 et 3, 8 épisodes)
- 2016 : Halt and Catch Fire : Ken Diebold (saison 3, 4 épisodes)
- 2017 : Twin Peaks : William Hastings (saison 3, 4 épisodes)
- 2018 : Supernatural : Sammy Rogers (voix, saison 13, épisode 16)
- 2018 - 2021 : Good Girls : Dean Boland
- 2019 : Relics and Rarities : Allister Goldfang (saison 1, épisode 1)
- 2019 : FBI : Tommy Gilman (saison 1, épisode 18)
- 2023 : True Lies : Nathan
- 2026 : Carrie : le principal Grayle

#### Séries d'animation
- 2005 : American Dad! : Bruce (voix, 1 épisode)
- 2005 - 2018 : Robot Chicken : Sammy Rogers / Mike Wolfe / Meth Smoker (voix, 6 épisodes)
- 2006 : Les Remplaçants : Trevor Bodie (voix, 2 épisodes)
- 2006 : Me, Eloise : Monsieur Ducat (voix, 1 épisode)
- 2010 - 2013 : Scooby-Doo : Mystères associés : Sammy Rogers (voix, 52 épisodes)
- 2011 : Batman : L'Alliance des héros : Sammy Rogers (voix, 1 épisode)
- 2012 : Phinéas et Ferb : Voix additionnelles (voix, 1 épisode)
- 2012 : Samurai! Daycare : Ned (voix, 9 épisodes)
- 2013 - 2014 : Prenez garde à Batman ! : Dr. Jason Burr (voix, 4 épisodes)
- 2015 : Lego Scooby-Doo : Sammy Rogers (voix, 3 épisodes)
- 2015 - 2017 : Trop cool, Scooby-Doo ! : Sammy Rogers (voix, 52 épisodes)
- 2017 : All Hail King Julien: Exiled : Ned (voix, 2 épisodes)
- 2019 : Scooby-Doo and Guess Who? : Sammy Rogers (voix, 13 épisodes)
- 2019 : Teen Titans Go! : Sammy Rogers (voix, 1 épisode)

#### Téléfilms
- 1994 : Vanishing Son IV de John Nicolella : Dawson
- 1996 : Si les murs racontaient... (If These Walls Could Talk) de Cher : Jeune couple (segment 1996)
- 1997 : La Malédiction de Nikki (The Devil's Child) de Bobby Roth : Tim
- 2002 : Joyeux Muppet Show de Noël (It's a Very Merry Muppet Christmas Movie) de Kirk R. Thatcher (en) : Luc Fromage
- 2006 : 13 Graves de Dominic Sena : Matthew McQueen
- 2007 : Area 57 de Dean Parisot : colonel Steven Isaac
- 2018 : Halfway There de Rick Rosenthal : Jimmy Bishop

### En tant que réalisateur
- 2009 : Come Home Soon (court métrage)
- 2012 : Fat Kid Rules the World (long métrage)
- prochainement : The Last Weekend in May (long métrage)

### Jeux vidéo
- 1999 : Sled Storm : A.J. Rollins (voix originale)
- 2002 : Two-Player Spooky Island Arcade Challenge : Sammy Rogers (voix originale)
- 2004 : Scooby-Doo 2 : Les monstres se déchaînent : Sammy Rogers (voix originale)
- 2010 : Scooby-Doo and the Spooky Swamp : Sammy Rogers (voix originale)
- 2012 : Scooby-Doo! Laff-A-Lympics: Spooky Games : Sammy Rogers (voix originale)
- 2015 : Lego Dimensions : Sammy Rogers (voix originale)
- 2022 : MultiVersus : Sammy
- 2025 : Dead by Daylight : Le Lapin Jaune / William Afton

## Distinctions
Sauf indication contraire ou complémentaire, les informations mentionnées dans cette section proviennent de la base de données IMDb.

### Récompenses
- Festival international du film de Mar del Plata 1999 : meilleur acteur pour SLC Punk!
- Kids' Choice Awards 2003 : Blimp Award pour Scooby-Doo
- South by Southwest 2012 : prix Narrative Spotlight pour Fat Kid Rules the World

### Nominations
- Gotham Independent Film Awards 2011 : meilleure distribution pour The Descendants[24]
- Teen Choice Awards 2002 : meilleur acteur dans un film comique pour Scooby-Doo
- Southeastern Film Critics Association Awards 2011 : meilleure distribution pour The Descedants[25]
- Behind the Voice Actors Awards 2012 : meilleure performance de doublage par une distribution dans un téléfilm où un vidéofilm pour Scooby-Doo : La Légende du Phantosaur (2011).
- Central Ohio Film Critics Association Awards 2012 : meilleure distribution pour The Descendants[24]
- Oldenburg Film Festival 2012 : Audience award pour Fat Kid Rules the World
- 18e cérémonie des Screen Actors Guild Awards 2012 : meilleure distribution pour The Descedants[25]
- Behind the Voice Actors Awards 2013 : meilleure performance de doublage par une distribution dans une série télévisée comique où musicale pour Scooby-Doo : Mystères associés
- Zlín International Film Festival for Children and Youth 2013 :
  - Golden Slipper du meilleur film pour enfants pour Fat Kid Rules the World
  - Children's Jury Main Prize du meilleur film pour enfants pour Fat Kid Rules the World
- Behind the Voice Actors Awards 2014 : meilleure performance de doublage par une distribution dans un téléfilm où un vidéofilm pour Scooby-Doo : Blue Falcon, le retour

## Voix francophones
De 1994 à 2011, Matthew Lillard est notamment doublé par Emmanuel Curtil dans Serial Mother et Peines d'amour perdues, Thierry Ragueneau dans Scream et King Rising, au nom du roi, Boris Rehlinger dans Scooby-Doo et sa suite, ainsi que Jérôme Pauwels dans Elle est trop bien et Dr House.
Durant cette période, il est doublé à titre exceptionnel par Olivier Jankovic dans Hackers, Ludovic Baugin dans Wing Commander, Emmanuel Garijo dans Supersens, Nessym Guetat dans Petite arnaque entre amis, Cédric Dumond dans 13 fantômes, Christophe Lemoine dans Les Notes parfaites, Éric Missoffe dans  Les Looney Tunes passent à l'action, Bruno Choël dans Rencontre à Wicker Park, Guillaume Lebon dans The Groomsmen, Romain Barbieux dans La Nouvelle Vie de Gary, Karim Barras dans What Love Is, Pierre-François Pistorio dans New York, unité spéciale et Jean-Philippe Puymartin dans The Descendants.
Le retrouvant en 2012 dans les séries Leverage et Esprits criminels, Boris Rehlinger devient sa voix régulière par la suite. Il le retrouve dans The Bridge, The Good Wife, Twin Peaks, Good Girls, Il est trop bien et FBI. En parallèle, Franck Capillery le double dans Une nouvelle chance et L'Île de Nim 2, tandis qu'il est doublé par Valéry Schatz dans State of Affairs, Anatole de Bodinat dans Harry Bosch et Franck Dacquin, à deux reprises, dans Halt and Catch Fire et Five Nights at Freddy's.
En version québécoise, il est régulièrement doublé par François Godin qui est sa voix dans Frissons, Surdoué, 13 fantômes, les films Scooby-Doo, L'appartement, Les garçons d'honneur et Ados extrêmes . Il est également doublé par François Sasseville dans L'amour fou, Jacques Lussier dans Elle a tout pour elle, Hugolin Chevrette-Landesque dans L'amour à coup sûr et par Gilbert Lachance dans Sans aviron.